# MPEG-21
MPEG-21 est le sigle d'une norme internationale ISO/CEI développée par MPEG dont l'ambition est de spécifier une architecture permettant l'interopérabilité et l'utilisation transparente des représentations audiovisuelles numériques (multimédia).
L'objectif de MPEG-21 n'est pas de standardiser l'ensemble de la chaîne de production et transmission de l'information multimédia, mais plutôt d'identifier les endroits où une standardisation est nécessaire et de proposer un ensemble d'outils et d'objets indépendant de toute architecture matérielle ou de système, et couvrant la production du contenu, sa distribution, sa description, ainsi que la gestion des DRM.
La brique de base proposée par MPEG-21 est le Digital Item (DI) qui est un objet structuré avec une représentation standardisée. Un DI comprend du contenu multimédia (un ou plusieurs fichiers MP3 par exemple), des métadonnées associées à ce(s) fichier(s), le tout structuré par un ensemble d'éléments de syntaxe qui décrivent les relations entre ces fichiers et leurs métadonnées. 
Ce que MPEG-21 standardise, c'est donc la représentation interne du Digital Item, par l'intermédiaire d'un langage de déclaration, le Digital Item Declaration Language (DIDL) qui permet alors à toute application conforme à MPEG-21 de comprendre et de lire le contenu multimédia contenu dans le DI au mieux de ses possibilités.
Le standard comprend 14 parties :
1. Vision, technologie, stratégie (définition du DI)
2. Digital Item Declaration
3. Digital Item Identification
4. IPMP
5. Rights Expression Language
6. Rights Data Dictionary
7. Digital Item Adaptation
8. Reference software
9. MPEG-21 file format
10. Digital Item Processing
11. Evaluation methods for persistent association Technologies
12. Test bed for MPEG-21 Resource delivery
13. Scalable Video Coding (cette partie a depuis été transférée dans MPEG-4 AVC)
14. Conformance testing